# Mutual UFO Network
Das Mutual UFO Network (MUFON) ist eine US-amerikanische Non-Profit-Organisation, welche sich die wissenschaftliche Erforschung des UFO-Phänomens zur Aufgabe gemacht hat. Sie ist eine der größten und ältesten Organisationen weltweit in diesem Themengebiet und verfügt über einen eigenen Chapter in Deutschland. Ebenfalls gibt es in Deutschland den Verein MUFON-CES, der nach eigenen Angaben ein eigenständiger Verein ist und nichts mit MUFON USA zu tun hat. Es besteht aber ein informeller Austausch mit den Kollegen in den USA und der Verein darf das alte Logo von MUFON USA in Deutschland verwenden.

## Organisation
MUFON versteht sich als weltweites Netzwerk von UFO-Forschern und ist in regionale Sektionen unterteilt, welche Berichte aufnehmen und die Vor-Ort-Untersuchungen durchführen. Die Mitgliederzahl liegt bei rund 4.000, wobei der überwiegende Teil aus den USA stammt. Gegründet wurde MUFON am 30. Mai 1969 als Midwest UFO Network in Quincy, Illinois. Aufgrund stetigen Wachstums wurde die regionale Organisation 1973 in Mutual UFO Network umbenannt.
Zu den prominentesten Mitgliedern gehören der kanadische Schauspieler Dan Aykroyd sowie der Nuklearphysiker und Buchautor Stanton Friedman.

## Zweck
Zweck ist die systematische Sammlung und wissenschaftliche Analyse von UFO-Daten, mit dem Ziel, die Natur und den Ursprung des UFO-Phänomens zu verstehen und die Öffentlichkeit darüber zu Informieren. MUFON nimmt zu diesem Zweck Zeugenberichte entgegen, führt Vor-Ort-Untersuchungen durch und kann für verschiedene Fachgebiete auf Experten für weitergehende Analysen zurückgreifen.
Die Vereinigung veranstaltet jährlich ein internationales Symposium zum UFO-Phänomen, dessen Ergebnisse auch in Buchform publiziert werden. Weiterhin ist MUFON der Herausgeber des monatlich erscheinenden MUFON UFO Journal.

## MUFON-CES
Das Mutual UFO Network – Central European Section (MUFON-CES) ist ein eigenständiger Verein in Deutschland, mit dem Augenmerk auf den deutschsprachigen Raum, der nach eigenen Angaben nicht zu MUFON USA/International gehört. Seit 1998 nennt sich MUFON-CES auch Gesellschaft zur Untersuchung von anomalen atmosphärischen und Radar-Erscheinungen und ist ein eingetragener Verein.
Die MUFON-CES wurde 1974 von Illobrand von Ludwiger gegründet und bis April 2014 von ihm geleitet. Von Oktober 2014 bis zu seinem Tode im Juli 2023 war von Ludwiger Vorsitzender der von ihm neu gegründete „Interdisziplinäre Gesellschaft zur Analyse anomaler Phänomene e. V.“ (IGAAP). „Während dort vor allem Daten gesammelt werden, wollen wir die UFO-Fälle tatsächlich untersuchen“, so von Ludwiger gegenüber Exopolitik Deutschland.
Nach eigenen Angaben besteht die MUFON-CES aus ca. 70 Mitgliedern, von denen ca. 50 Wissenschaftler und Ingenieure aus Universitäten, Instituten und aus der Luft- und Raumfahrtindustrie sind. Sitz der Organisation ist München.
Ebenso wie MUFON USA nimmt die MUFON-CES Zeugenberichte zu UFO-Sichtungen entgegen und führt Vor-Ort-Untersuchungen durch. Für diesen Zweck verfügt die MUFON-CES über Arbeitsgruppen und Experten in verschiedenen Fachgebieten wie Bildanalyse, Radar, Neurologie, Wahrnehmungspsychologie und Luftfahrt. MUFON-CES veranstaltet neben regionalen Versammlungen eine jährliche Hauptversammlung und publiziert unregelmäßig Tagungs- bzw. Forschungsberichte.
Ursprünglich war die MUFON-CES nur für Akademiker zugänglich, inzwischen steht die Organisation jedoch jedem Interessierten offen.